# 속주 총독
속주 총독(Rector Provinciae)은 로마 제국의 하나 또는 그 이상의 속주들에 대한 로마법의 최고 행정관으로 선출 또는 임명된 관리이다. 속주 총독은 또한 대행법무관 혹은 대행집정관으로도 알려져 있다.
로마의 법률 언어에서 속주 총독의 일반 용어는 특정 지위 상관없이 렉토르 프로빈키에이며, 이는 속주의 본질적이고 중요한 위치 및, 이에 상응하는 권한의 차이를 반영한다.
제정 초기에, 원로원 속주와 황제 속주라는 두 종류의 속주가 존재했고, 몇몇 종류의 총독들이 생기게 되었다. 프로콘술과 프로프라이토르는 정무관의 범주에 들어가게 되었다.

## 총독의 업무
속주 총독은 속주의 최고 법관이었다. 총독은 사형을 내릴 수 있는 독점권을 지녔으며, 사형 재판은 보통 총독 앞에서 시행되었다. 총독의 결정에 항소하기 위해서는, 로마로 가서 프라이토르 우르바누스 또는 심지어는 황제 앞에서 그 재판을 보여주어야 했으며, 이에 따라 비용이 많이 들고 드문 과정이었다. 총독이 보통은 황제의 바람과 반대되어 누군가를 유죄 선고하려 하지 않기에, 항소가 이뤄지지 않았을 것으로 보인다. 총독은 그의 주의가 필요한 주요 도시들의 재판을 행하기 위해 속주를 돌아다녀야 했다.
마지막으로, 그 무엇보다 중요하게, 총독은 속주에 있는 군대를 지휘했다. 좀 더 중요시되는 속주들에선, 이것이 군단이었고, 그 밖에는 보조군들만이 있었다. 주어진 규정의 일부에 따라, 총독은 황제나 원로원의 승인 없이 조직적인 범죄나 반란을 진압하는 데 군단을 사용하는 권한이 있었다.
모든 총독들은 코미테스(라틴어: 동료)라고 알려진 다양한 조언가 및 수행원들을 마음대로 이용할 수 있었으며, 이들의 수는 총독의 계층 및 신분에 따라 달랐다. 코미테스들은 총독의 집행 위원회로서 활동했을 것이며, 이들 각각은 속주의 다른 영역들을 관장하고, 총독이 결정하는 데 도움을 주었다. 상당한 군단병들이 속주에 있었을 경우, 총독의 부지휘관은 보통 재무관으로, 이들은 로마에서 선출되어 주로 재정 업무를 맡으러 파견된 자들이지만 총독의 승인이 있을 경우에 군대를 지휘할 수 있었다. 그 외에 다른 속주에선, 총독들은 행정관들이 아닌 프라이펙투스 혹은 프로쿠라토르들을 속주의 작은 지역들을 관리하고 부지휘관으로 활동하도록 임명하였다.

## 공화정 시기
로마 공화정 시기에, 의회가 로마 속주의 총독들을 임명하였다. 이는 무작위 추첨이나 원로원의 권고 (senatus consultum)으로 대행정무관을 임명함으로써 이뤄졌다. 그러나 이 임명권자들은 공식적으로 법적인 근거에 따른 것이 아니었고 로마 민회가 취소할 수 있었다.
총독의 권한 정도는 총독이 지닌 임페리움의 종류에서 결정되었다. 대부분의 속주들은 그 전 해에 법무관직을 수행한 대행법무관들이 맡았다. 대행법무관들이 맡은 속주들은 반란이나 침입의 경우가 적은 좀 더 평온한 지역들이며, 그렇지만 경우에 따라 대행법무관들이 좀 더 불안정한 속주들의 관리를 맡기도 했다.
국경 지역에 위치하여, 따라서 영구적 주둔군을 요했던 속주들은 총독직 수행 이전에 집정관 (정무관 중 최고 지위)으로 복무했던 대행집정관들이 맡았다. 이들은 민병대를 사용하기보다는 실제 로마 군단들을 가지고 속주를 관리하는 권한이 주어졌다.
대행정무관들은 같은 수준의 임페리움을 지닌 다른 정무관들과 동등했고, 같은 수의 릭토르들이 따랐다. 보통 이들은 속주 내에서 전제적인 권력을 지녔다고 말해진다. 속주의 총독들은 거의 무제한적인 권한을 지녔고 종종 속주민들한테 많은 금전을 강탈했으나, 그가 임페리움을 지닌 한에서 기소에서 면죄되었던 것을 생각했을 때, 그가 직위에서 퇴임하면, 그가 임기 중에 있었던 일로 기소되기 쉬웠다.

## 제정 시기

### 황제 속주
아우구스투스가 원수정을 수립한 이후, 로마 황제는 로마의 가장 중요한 속주들 (일명 황제 속주)의 직접적인 총독이었고, 그가 직접적으로 관리하지 못하는 속주들에선 그가 지닌 임페리움 마이우스 혹은 최고 임페리움을 지님으로써 다른 속주 총독들의 최고 책임자였다. 황제 속주에서, 황제는 그의 이름으로 다스릴 레가투스를 임명할 수 있었다. 로마 황제는 레가투스를 임명하는 데 있어서 단독 발언권이 있었으며, 레가투스들은 다른 속주 총독들보다 하위 계급자들로, 이들은 공식적으로 속주의 진정한 총독인 로마 황제의 유일한 대리인들이었다.
원수정은 대행집정관과 대행법무관을 선출하는 체계를 완전히 없애지 않았다. 군단이 하나가 있는 속주에서, 법무관적인 임페리움을 지닌 레가투스, 다시 말하여 대행법무관들은 황제의 이름으로 속주들을 관리할 뿐만 아니라, 군단을 직접 통제하기도 했다. 하지만 한 개 이상의 군단이 있는 속주들에선, 각 군단들은 법무관적 임페리움을 지닌 레가투스의 통제를 받은 반면에, 속주 전체는 집정관적 임페리움을 지닌 레가투스의 통제를 받았는데, 집정관적 임페리움을 지닌 레가투스들은 속주에 배치된 모든 병력들에 관한 포괄적인 지휘권을 가졌을 뿐만 아니라 대행집정관으로서 속주를 관리를 하였다.
이러한 총독직들에 대한 임명은 완전히 황제의 마음에 있었고 1년에서 5년간 지속될 수 있었다.

### 원로원 속주
로마 황제가 군단들이 있는 속주들에 있어 단독적인 권한을 가졌던 것에 비해, 원로원 속주들은 원로원이 총독 임명권을 지녔던 곳들이었다. 이 속주들은 국경 지대에서 떨어져 있었고 반란의 가능성에서 자유웠으며, 따라서 이곳에 배치된 어느 군단의 수가 얼마 없었다 (이로 인해 원로원이 황제한테서 권력을 뺏을 기회를 약화시켰다).
원로원 속주는 황제의 개입 필요성이 거의 없이 (그럼에도 황제는 자신이 원하면 이 속주들의 총독들을 임명할 수 있었다), 언제나 대행집정관들이라 칭해진, 대행집정관 및 대행법무관들인 원로원 의원들의 권한하에 있었다. 대부분의 원로원 속주들은 황제의 직접적인 권한하에 있는 것이 아니었기에, 이곳의 총독들에게 군단을 통제하는 권한을 주지 않았다. 이런 규칙에도 예외는 존재했는데, 아프리카 속주에는 최소한 한 개의 군단이 베르베르족들의 침입을 막기 위해 있었다.
아우구스투스는 최소한 열 개의 속주들이 원로원을 통하여 로마 인민의 권위에 놓일 것이라 선포하였다. 열 개 속주들이 비록 대행집정관직이었지만, 이 중에 두 개 지역 (아시아와 아프리카 속주)만이 대행집정관적 임페리움을 지닌 원로원 의원들의 실제 통치되었고, 나머지 8개 지역들은 대행법무관들이 관할했다. 이 대행집정관 두 명은 1년간을 활동했으며, 반면에 대행법무관 8명은 일반적으로 3년까지 활동했다. 대행집정관 및 대행법무관 각각은 호위대 및 권위의 상징, 지위의 표시 역할을 했던 릭토르 6명을 두었다.

### 기사 계급 프로쿠라토르
로마 황제는 군단 전체가 필요하지는 않지만, 작고 잠재적인 어려움들이 있는 다수 속주들을 두기도 했다. 이 속주들은 기사/에퀴테스 계급의 총독들의 관리에 있었다. 새로운 정복지들은 보통 이 기사 계급 총독들에게 배당되었지만, 이 대부분 속주들은 로마의 커져가는 제국 성장 상태를 반영하기 위해 상태들이 변화되었다. 따라서 정복으로 편입된 속주는 황제 혹은 원로원 속주가 되어야 한다고 결정되고 그로 인해 대행집정관이나 대행법무관의 관리를 받을 때까지 프로쿠라토르가 관리하는 속주가 되었을 것이다. 다른 황제 속주들처럼, 기사 계급 총독은 5년 혹은 그 이상까지 기간을 맡을 수 있었다.
원로원이 관장하는 아프리카 속주처럼, 기사 관할의 아이깁투스 (이집트) 속주는 군단들은 황제 속주에만 배치되어야 한다는 기본 규칙의 예외였다. 이집트는 단순힌 속주가 아니라, 황제의 사유지로서 여겨졌고, 이곳의 총독인 프라이펙투스 아이깁티는 제정 초기 기간에 기사 계급의 가장 높은 직위로 여겨졌다. 시간이 흘러 프라이펙투스 아이깁티는 대행법무관의 다음 지위로 떨어졌지만, 그럼에도 높은 영예를 유지했다.
속주 관리를 돕는 기사 계급들을 임명하는 관습이 공식적으로 아우구스투스 때 시작되었지만, 전임 총독들이 자신들의 관리를 도울 프로쿠라토르들을 임명하였다. 그런데 클라우디우스 재위부터 이 프로쿠라토르들이 통치권을 부여받았다. 프로쿠라토르들은 프라이펙투스와는 달리 민간 관료였다. 프로쿠라토르들이 행정관들이 아니었기에, 따라서 임페리움이 없었고, 오직 허가를 받은 황제 또는 총독의 권한만을 행사했다는 점이 주목할 만한 점이다.

## 제정 후기
속주 총독들은 이들이 징세 및 사법, 공공 질서에 대한 책임을 맡았기에 로마 행정 당국에 있어서 가장 중요한 직위였다. 이들은 관할 지역에서 일년에 세 차례 세금 요구를 받았다.
전제정, 즉 제정 후기에 디오클레티아누스 황제는 서기 315년 콘스탄티누스 대제 때 완료된 속주 행정 개편들을 서기 293년에 시작하였다. 디오클레티아누스는 12개의 관구를 설치하였는데 (나중에 몇 개는 분리되며, 로마 속주 참고), 본래 이것은 일시적으로 유지된 사두 정치 시기에 네 명의 공동 황제 (정제 2명, 부제 2명)각자에게 2개에서 4개가 할당된 것으로, 이들 각각 관구는 프라이펙투스 프라이토리오를 대신하여 활동한 비카리우스들의 관리를 받았다. 각 관구들은 몇 개의 로마 속주로 구성되었으며, 각 관구는 직위가 속주마다 다양했던 속주의 총독들의 권한하에 있었다 [직위의 범위는 공화정 시기의 흔적인 대행 집정관과 더불어 새롭게 생긴 코렉토르 프로빈키아이 (Corrector Provinciae), moderator provinciae, praeses provinciae 등이 있었다]. 비카라우스의 권한이 속주 내에서 가장 높았지만, 그는 권한을 쥐고 있던 프라이펙투스 프라이토리오 혹은 황제의 권한하에 있었다.
콘스탄티누스는 디오클레티아누스 때 시작된 과정인 총독들의 군 지휘권을 완전히 없앴다. 군대가 배치된 속주들에서, 둑스 (라틴어로 지휘관)가 국경 부대들을 지휘했다. 일부 둑스들은 몇몇 속주의 부대들을 지휘했으며, 이 부대들은 관구의 비카리우스의 통제를 받았다. 야전군들은 코메스 (라틴어로 '동료'를 뜻하며 백작을 뜻하는 영단어 count의 기원)의 지휘를 받았고 그 이후에는 최고 군지휘권자 마기스트리 밀리툼의 지휘를 받았다.
디오클레티아누스의 전례를 다시 따른 콘스탄티누스는 재위 말에 로마 제국을 세 개의 대관구로 조직했다. 이 대관구들은 정제 두 명이 최고 책임자 역할을 했었던 사두정치 시절 네 명의 공동 황제들이 관할하던 지역들을 기반으로 했다. 이 세 개 대관구들은 갈리아 대관구, 이탈리아, 일리리쿰, 아프리카 대관구 (이후에 콘스탄스가 342년 혹은 347년에 분할한다.), 동방 대관구였고, 이 각각은 프라이펙투스 프라이토리오가 관리했다. 각 대관구의 프라이펙투스는 최고위 민간 관료이며, 황제 다음으로 높았다. 이들은 비카리우스와 총독들의 책임자이기도 하였다. 또한 최고 고등 재판관, 대관구 행정 당국의 대표, 최고 재무 관리자, 최고 징세관이었다.(그렇지만 징세는 마을과 자치 도시 수준에서 실제 이뤄졌다.)

## 같이 보기
- 레가투스
- 속주 총독 목록
- 프로쿠라토르

## 참고 자료
- 노티티아 디그니타툼 (5세기 초 로마 제국의 공문서)
- 파울리-비소바